# BMW B48

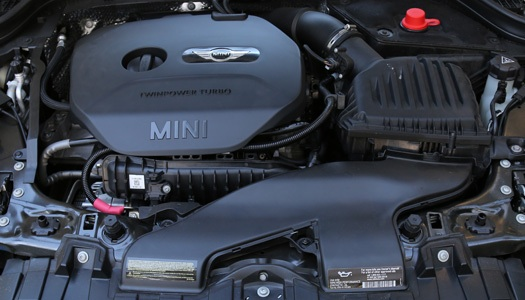

BMW B48 — турбированный рядный 4-цилиндровый бензиновый двигатель, заменивший BMW N20. Выпускается с 2014 года. Двигатель является частью семейства модульных двигателей BMW, состоящего из 3-цилиндрового (B38), 4-цилиндрового (B48) и 6-цилиндрового (B58) объёмом 2998 cм3 (30.5 куб. дюймов) на цилиндр.
По сравнению со своим предшественником N20, B48 имеет более длинный ход поршня. Как и у N20, блок и головка цилиндров сделаны из алюминия. Другие функции, также используемые в N20 включают турбину с двойной улиткой, непосредственный впрыск, регулируемый подъём клапана (Valvetronic) и регулируемый тайминг клапана (Double VANOS).

## Модельный ряд
| Мощность                                 | Крутящий момент              | Годы выпуска           |
| ---------------------------------------- | ---------------------------- | ---------------------- |
| 135 кВт (184 л. с.) при 5000—6500 об/мин | 290 Н·м при 1350—4250 об/мин | 2016 — настоящее время |
| 141 кВт (192 л. с.) при 4700—6000 об/мин | 289 Н·м при 1250—4500 об/мин | 2014 — настоящее время |
| 170 кВт (231 л. с.) при 5000—6500 об/мин | 300 Н·м при 1250—4800 об/мин | 2015 — настоящее время |
| 185 кВт (252 л. с.) при 5200—6500 об/мин | 350 Н·м при 1450—4800 об/мин | 2015 — настоящее время |
| 190 кВт (258 л. с.) при 5000—6500 об/мин | 350 Н·м при 1550—4400 об/мин | 2016 — настоящее время |

181 л. с.:
В совокупности с электромотором общая мощность 330e составляет 185 кВт (252 л. с.), а крутящий момент — 420 Н·м
Применения:
- 2016 — настоящее время BMW F30 330e

189 л. с.:
В Mini Cooper S временный овербуст увеличивает пиковый крутящий момент с 20 Н·м до 300 Н·м.
Применения:
- 2014 — настоящее время F56 Mini Cooper S[3]
- 2015 — настоящее время BMW F22 220i
- 2016 — настоящее время BMW F48 X1 20i

228 л. с.:
Применения:
- 2014 — настоящее время F56 Mini JCW Hardtop (320 Н·м)
- 2017 — настоящее время F56 Mini JCW Clubman (350 Н·м)[4]
- 2015 — настоящее время BMW F22 225i
- 2016 — настоящее время BMW F48 X1 28i

248 л. с.:
Применения:
- 2015 — настоящее время BMW F30 330i
- 2016 — настоящее время BMW G30 530i

255 л. с.:
Применения:
- 2016 — настоящее время BMW G11 730i/730Li
- 2017 — настоящее время BMW G11 740e xDrive/740Le xDrive[7] (в совокупности с электромотором мощностью 82 кВт общая мощность составляет 240 кВт)